# Krasław (novads)
Krasław (łot.: Krāslavas novads) – jeden z łotewskich novadsów, funkcjonujący od 2021.
W skład novadsu wchodzą: 
- miasta: Dagda, Krasław
- pagastsy: Andrupene, Andzeļi, Asūne, Auleja, Bērziņi, Dagda, Ezernieki, Grāveri, Indra, Izvalta, Kalnieši, Kaplava, Kastuļina, Konstantinova, Ķepova, Kombuļi, Krāslava, Piedruja, Robežnieki, Skaista, Svariņi, Šķaune, Šķeltova, Ūdrīši

## Historia
Novads powstało podczas reformy administracyjnej w 2021, z połączenia dotychczasowych novadsów: Dagda, Krasław i części novadsu Agłona.